# قایق اژدرافکن

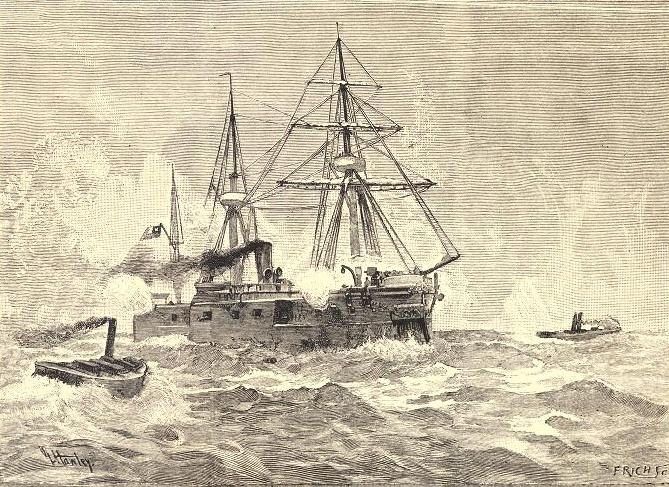
حمله کشتی‌های اژدرافکن به کشتی آیرونکلاد در طول جنگ داخلی شیلی در سال ۱۸۹۱

یک قایق اژدرافکن (به انگلیسی: Torpedo boat) کشتی جنگی نسبتاً کوچک و سریعی است که برای حمل اژدرها در جنگ طراحی شده‌است. اولین کشتی‌های اژدرافکن، کشتی‌های بخاری بودند که با یورش به کشتی‌های دشمن، آن‌ها را نابود می‌کردند.
هجوم قایق‌های اژدرافکن یک‌بارمصرف، به صورت دسته‌جمعی می‌تواند یک کشتی با اهمیت‌تر و بزرگ‌تر را علیرغم وجود اسلحه‌های بزرگ و قدرتمند اما دست و پا گیرش از بین ببرد.
معرفی قایق‌های اژدرافکن سریع در اواخر سده نوزدهم میلادی نگرانی جدی استراتژیست‌های دریایی آن دوران بود و مفهوم جنگ نامتقارن را مطرح کرد. در واکنش به این موضوع، نیروهای دریایی، توپ‌ها و تفنگ‌های شلیک سریع کالیبر پایین را در کشتی‌های بزرگ جنگی برای دفاع «ضد اژدر» توسعه دادند.
اڗدرافکن‌ها با گذشت زمان، بزرگ‌تر شدند و نقش‌های بیشتری را مانند دفاع در برابر زیردریایی و هواپیماها را بر عهده گرفتند. برخی از آن‌ها نیز به موشک‌های هدایت شونده مسلح شدند.

## نخستین اژدرافکن‌ها

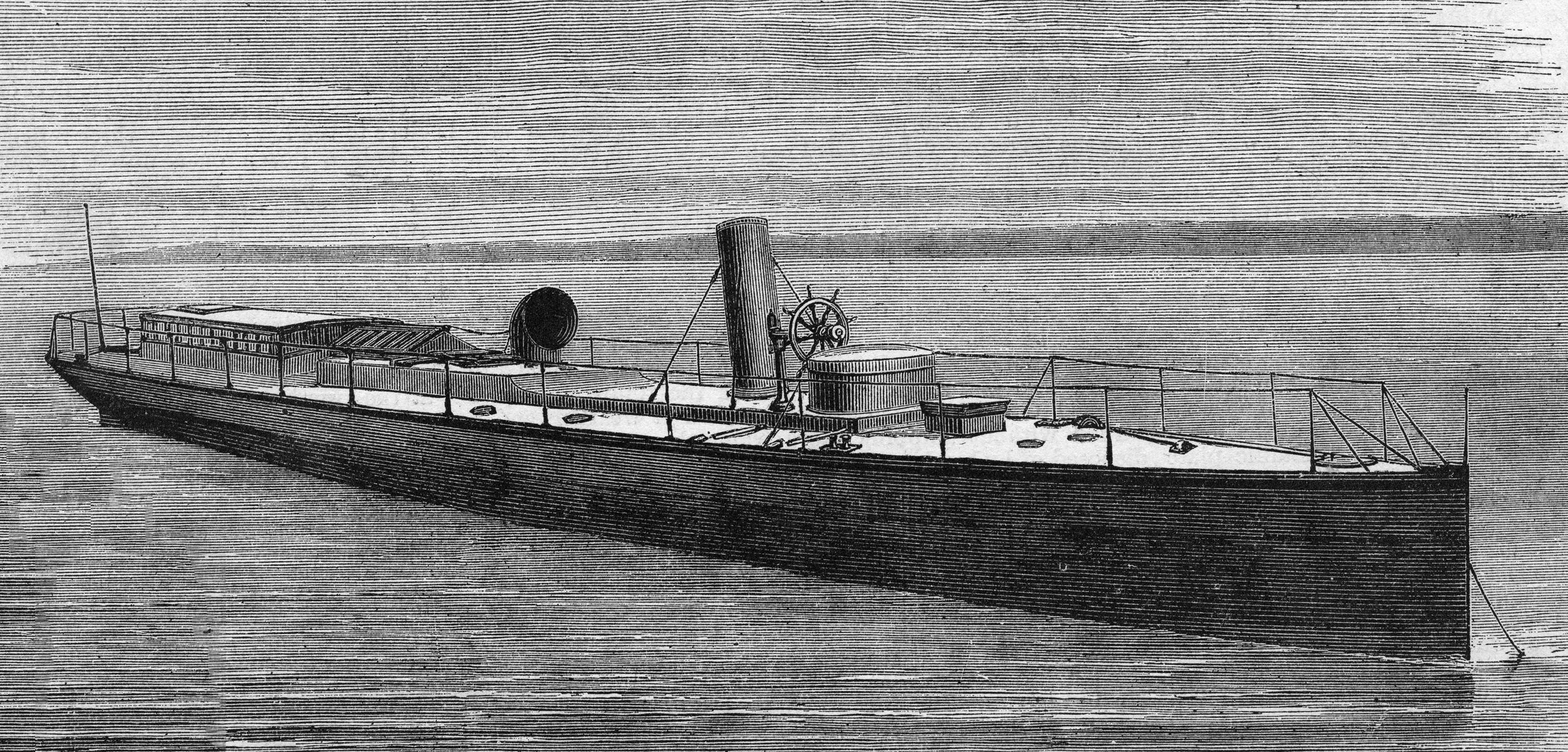
، نخستین کشتی اژدرافکن مدرن، ساخته شده در سال ۱۸۷۶

نخستین کشتی طراحی شده برای شلیک خودکار اژدرهای وایتهد، HMS Lightning بود که در چیزیک برای نیروی دریایی پادشاهی بریتانیا ساخته شد. این کشتی در سال ۱۸۷۶ وارد خدمت شد و مجهز به اژدرهای خودران وایتهد بود.

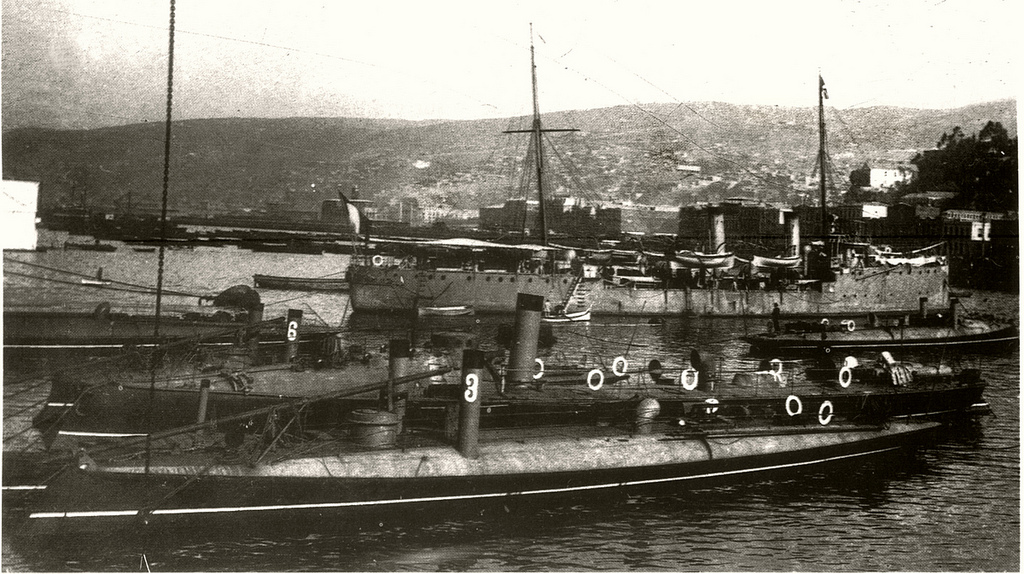
قایق‌های اژدرافکن شیلی در جنگ اقیانوس آرام (قرن ۱۹)